# スターペルー航空
スターペルー航空（英: Star Perú）は、ペルーの航空会社である。

## 概要
ペルー共和国で国内線を運航する航空会社。売り上げベースで同国国内線の15パーセントを占め、これは国内第3位である。

## 歴史

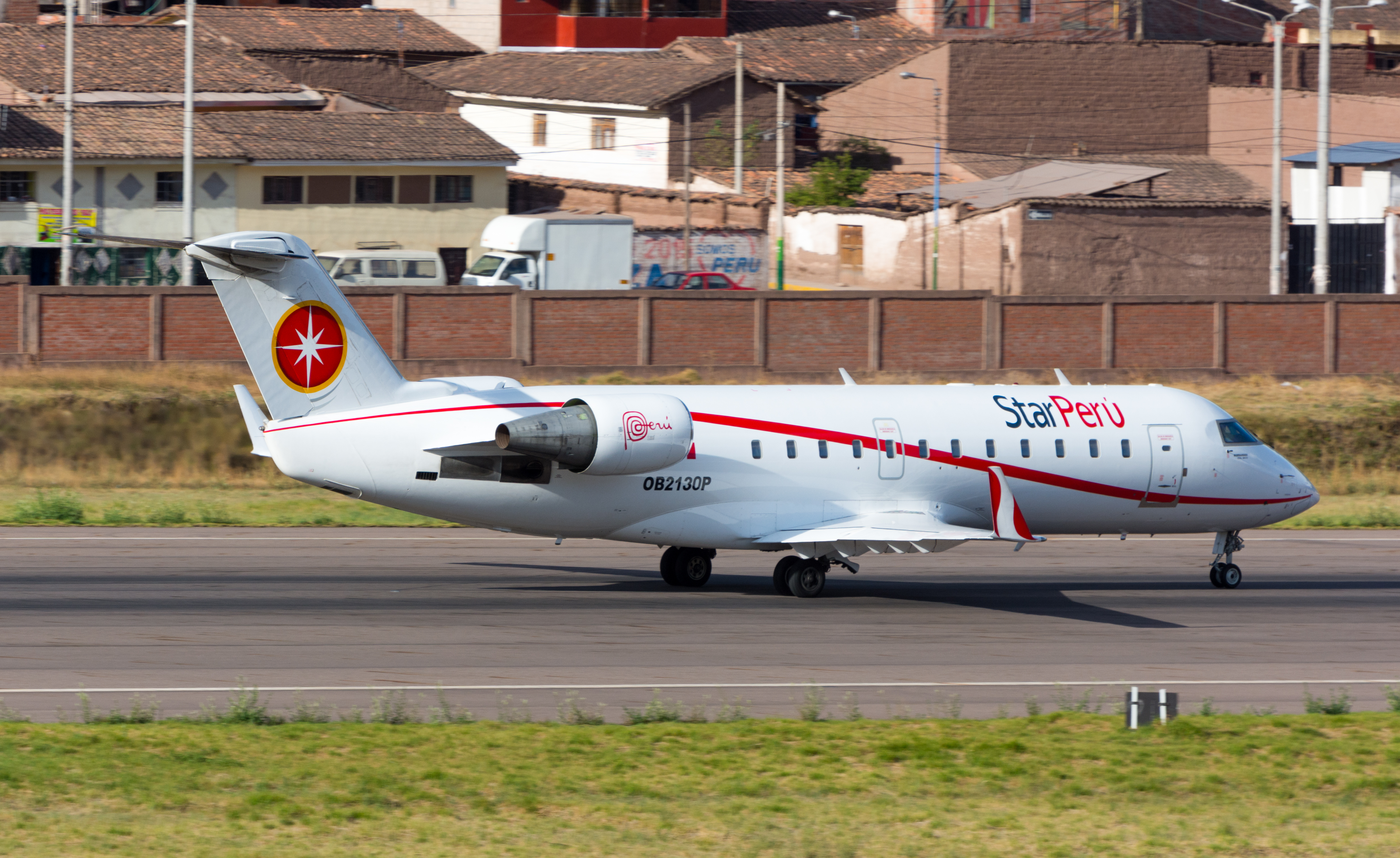
CRJ-200

1998年にアントノフ-32で創業。その後、アントノフ製の航空機を増やしながら事業を拡大した。2005年に1500万ドルに上る投資を行い、ユナイテッド航空よりボーイング737を7機購入して大規模な国内線運航に着手している。

## 就航都市
- リマ
- クスコ
- フリアカ
- アレキパ
- イキトス
- タラポト
- トルヒーリョ
- チクラヨ
- プカルパ

## 保有機材

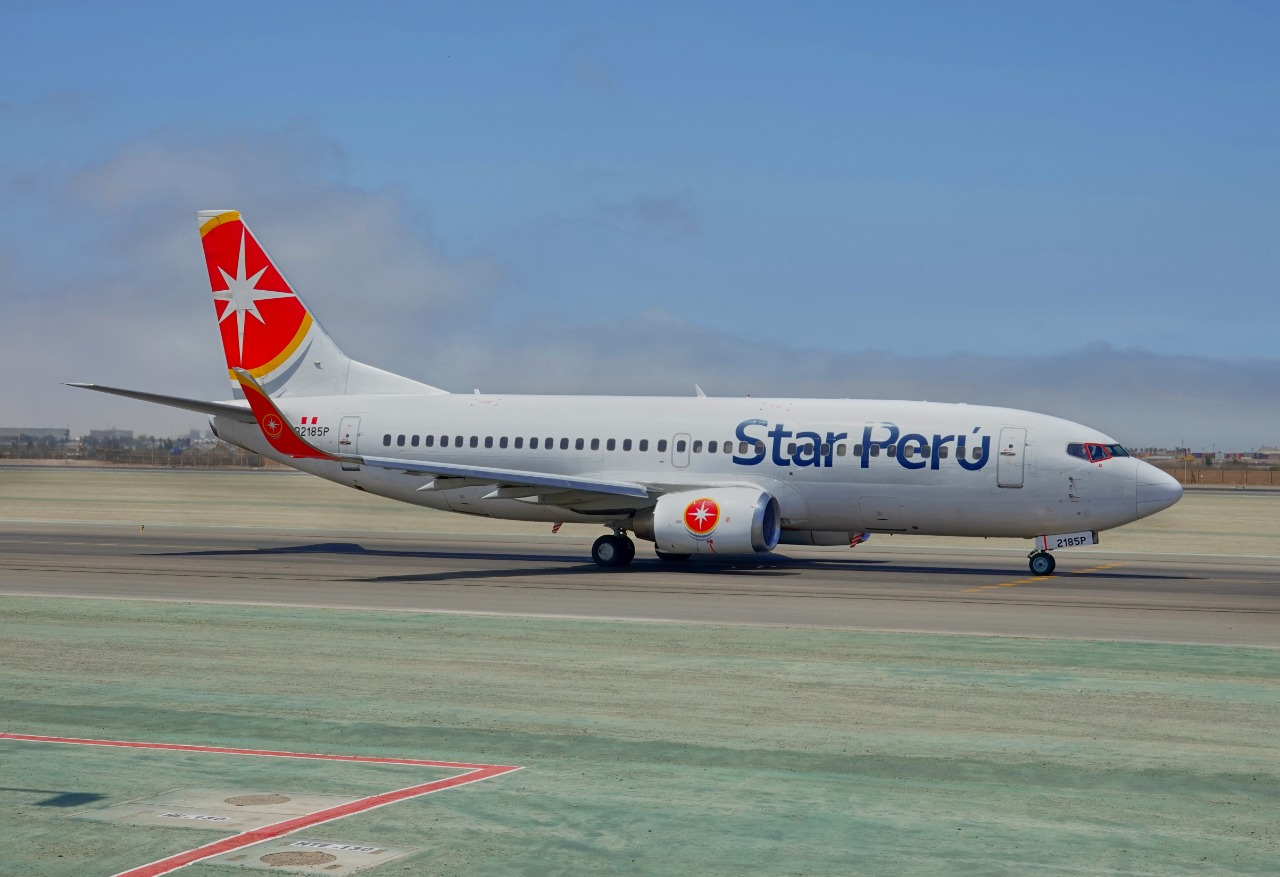
ボーイング737-300

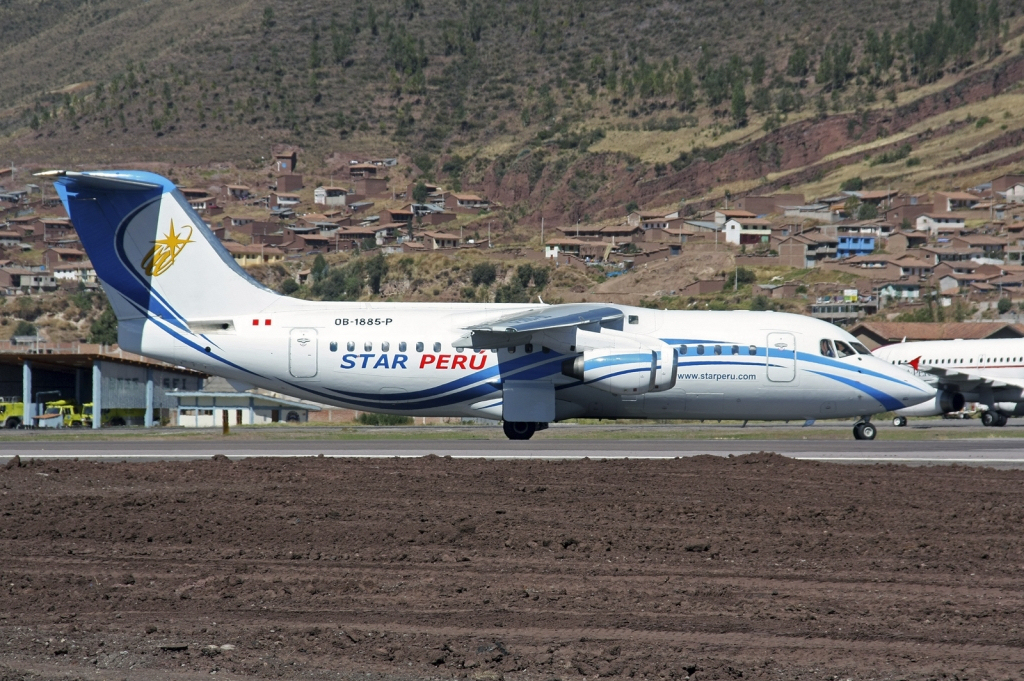
BAe 146

スターペルー航空の機材は2021年9月現在、以下の航空機で構成される。
- ボーイング737-300：2機
- ボーイング737-500：1機
- ボンバルディアDHC-8-Q400：2機
- BAE146：7機

退役機種
- アントノフAn-24
- アントノフAn-26
- アントノフAn-32
- ボーイング737-200A
- ボーイング737-200QC

## その他
- スターペルーによって運航される航空機の垂直尾翼には、ペルーの有名な観光地を象徴する図柄が描かれている。図柄は機体ごとにそれぞれ異なり、マチュ・ピチュやチチカカ湖、リマのサンフランシスコ教会などがある。
- 変化の激しいペルーの気象に運航状況が左右され、しばしば大幅な遅延や経由地の変更がある。